# Christiane de Saxe-Mersebourg
Christiane de Saxe-Mersebourg (1er juin 1659 – 13 mars 1679), est une noble allemande, membre de la maison de Wettin, et par le mariage duchesse de Saxe-Gotha-Altenbourg.
Née à Merseburg, elle est la fille de Christian Ier de Saxe-Mersebourg et sa femme Christine de Schleswig-Holstein-Sonderbourg-Glücksbourg.

## Biographie
Le 13 février 1677 Christiane épouse à Mersebourg le duc Christian de Saxe-Eisenberg. Tous deux appartenaient à la maison de Wettin : elle est membre de la branche albertine, tandis que son mari appartenait à la branche ernestine. Le couple s'installe à Eisenberg au château Christianburg.
Deux ans plus tard, le 4 mars 1679, elle donne naissance à une fille, nommée Christiane qui deviendra la femme du duc Philippe-Ernest de Schleswig-Holstein-Sonderbourg-Glücksbourg; cependant, neuf jours plus tard (le 13 mars) elle meurt de complications liées à l'accouchement à l'âge de 19 ans, probablement de la fièvre puerpérale. Elle est enterrée dans la cathédrale de Mersebourg. En son honneur, son mari construira le château de l'église[Quoi ?] de la sainte Trinité (en allemand : Schlosskirche Saint Trinitatis) dans le Christianburg Château.